# Fucheng, Gansu
Fucheng (kinesiska: 附城') är en köping i nordvästra Kina. Den ligger i Kangle härad i den autonoma prefekturen Linxia för hui-folket i provinsen Gansu, omkring 74 kilometer söder om provinshuvudstaden Lanzhou.